# Лемма Йонеды
Лемма Йонеды (Ёнэды) — результат о функторе Hom; теоретико-категорное обобщение классической теорико-групповой теоремы Кэли (если рассматривать группу как категорию из одного объекта). Лемма позволяет рассмотреть вложение произвольной категории в категорию функторов из неё в категорию множеств. Является важным инструментом, позволившим получить множество результатов в алгебраической геометрии и теории представлений.
Названа Саундерсом Маклейном в честь Нобуо Ёнэды, сообщившего ему этот результат в частной беседе в 1954 или 1955 году.

## Общий случай
В произвольной (локально малой) категории для данного объекта {\displaystyle A} можно рассмотреть ковариантный функтор Hom, обозначаемый:
{\displaystyle h^{A}=\mathrm {Hom} (A,-)}.
Лемма Йонеды утверждает, что для любого объекта {\displaystyle A} категории {\displaystyle {\mathcal {C}}}, естественные преобразования из {\displaystyle h^{A}} в произвольный функтор {\displaystyle F} из категории {\displaystyle {\mathcal {C}}} в категорию множеств {\displaystyle \mathbf {Set} } находятся во взаимно-однозначном соответствии с элементами {\displaystyle F(A)}:
{\displaystyle \mathrm {Nat} (h^{A},F)\cong F(A)}.
Для данного естественного преобразования {\displaystyle \Phi } из {\displaystyle h^{A}} в {\displaystyle F} соответствующий элемент {\displaystyle F(A)} — это {\displaystyle u=\Phi _{A}(\mathrm {id} _{A})}, то есть естественное преобразование однозначно определяется образом тождественного морфизма.
Контравариантная версия леммы рассматривает контравариантный функтор:
{\displaystyle h_{A}=\mathrm {Hom} (-,A)},
отправляющий {\displaystyle X} во множество {\displaystyle \mathrm {Hom} (X,A)}. Для произвольного контравариантного функтора {\displaystyle G} из {\displaystyle {\mathcal {C}}} в {\displaystyle \mathbf {Set} }
{\displaystyle \mathrm {Nat} (h_{A},G)\cong G(A)}.
Используется мнемоническое правило «падать во что-то» при рассмотрении морфизмов в зафиксированный объект.
Доказательство леммы Йонеды представлено на следующей коммутативной диаграмме:
Диаграмма показывает, что естественное преобразование {\displaystyle \Phi } полностью определяется {\displaystyle \Phi _{A}(\mathrm {id} _{A})=u}, так как для любого морфизма {\displaystyle f\colon A\to X}:
{\displaystyle \Phi _{X}(f)=(Ff)u}.
Более того, эта формула задаёт естественное преобразование для любого {\displaystyle u\in F(A)} (так как диаграмма коммутативна). Доказательство контравариантного случая аналогично.

## Вложение Йонеды
Частный случай леммы Йонеды — когда функтор {\displaystyle F} также является функтором Hom. В этом случае ковариантная версия леммы Йонеды утверждает, что:
{\displaystyle \mathrm {Nat} (h^{A},h^{B})\cong \mathrm {Hom} (B,A)}.
Отображение каждого объекта {\displaystyle A} категории {\displaystyle {\mathcal {C}}} в соответствующий Hom-функтор {\displaystyle h^{A}=Hom(A,-)} и каждый морфизм {\displaystyle f\colon B\to A} в соответствующее естественное преобразование {\displaystyle \mathrm {Hom} (f,-)} задаёт контравариантный функтор {\displaystyle h^{-}} из {\displaystyle {\mathcal {C}}} в {\displaystyle \mathbf {Set} ^{\mathcal {C}}}, либо ковариантный функтор:
{\displaystyle h^{-}\colon {\mathcal {C}}^{\text{op}}\to \mathbf {Set} ^{\mathcal {C}}}.
В этой ситуации лемма Йонеды утверждает, что {\displaystyle h^{-}} — вполне унивалентный функтор, то есть задаёт вложение {\displaystyle {\mathcal {C}}^{op}} в категорию функторов в {\displaystyle \mathbf {Set} }.
В контравариантном случае по лемме Йонеды:
{\displaystyle \mathrm {Nat} (h_{A},h_{B})\cong \mathrm {Hom} (A,B)}.
Следовательно {\displaystyle h_{-}} задаёт вполне унивалентный ковариантный функтор (вложение Йонеды):
{\displaystyle h_{-}\colon {\mathcal {C}}\to \mathbf {Set} ^{{\mathcal {C}}^{\mathrm {op} }}}.